# Non è follia/Piangeva tra la folla
Non è follia/Piangeva tra la folla è un singolo della cantante italiana Milva pubblicato nel 1960 dalla casa discografica Fonit Cetra. L'orchestra è diretta dal maestro Cinico Angelini.

## Tracce
1. Non è follia (Di Umberto Bertini e Cavalieri)
2. Piangeva tra la folla (Di Fabio Fabor e Riccardo Pazzaglia)